# 1972 en Lorraine
Chronologie de la Lorraine
- 1968
- 1969
- 1970
- 1971
- 1972
- 1973
- 1974
- 1975
- 1976

Cette page est une liste d'événements qui se sont produits durant l'année 1972 en Lorraine.

## Éléments de contexte
- Sacilor est créée par l'incorporation de Sidelor par de Wendel[1].
- Création de l'Académie de Nancy-Metz. La Moselle  est détachée de Strasbourg[1].
- L'Est républicain et le Le Républicain lorrain se partage le territoire, le premier quitte la Moselle et le pays haut, le second se retire de la Meuse et limite sa rédaction de Nancy[1].
- Metz est définie comme préfecture de région par la loi sur la régionalisation[1].

## Événements

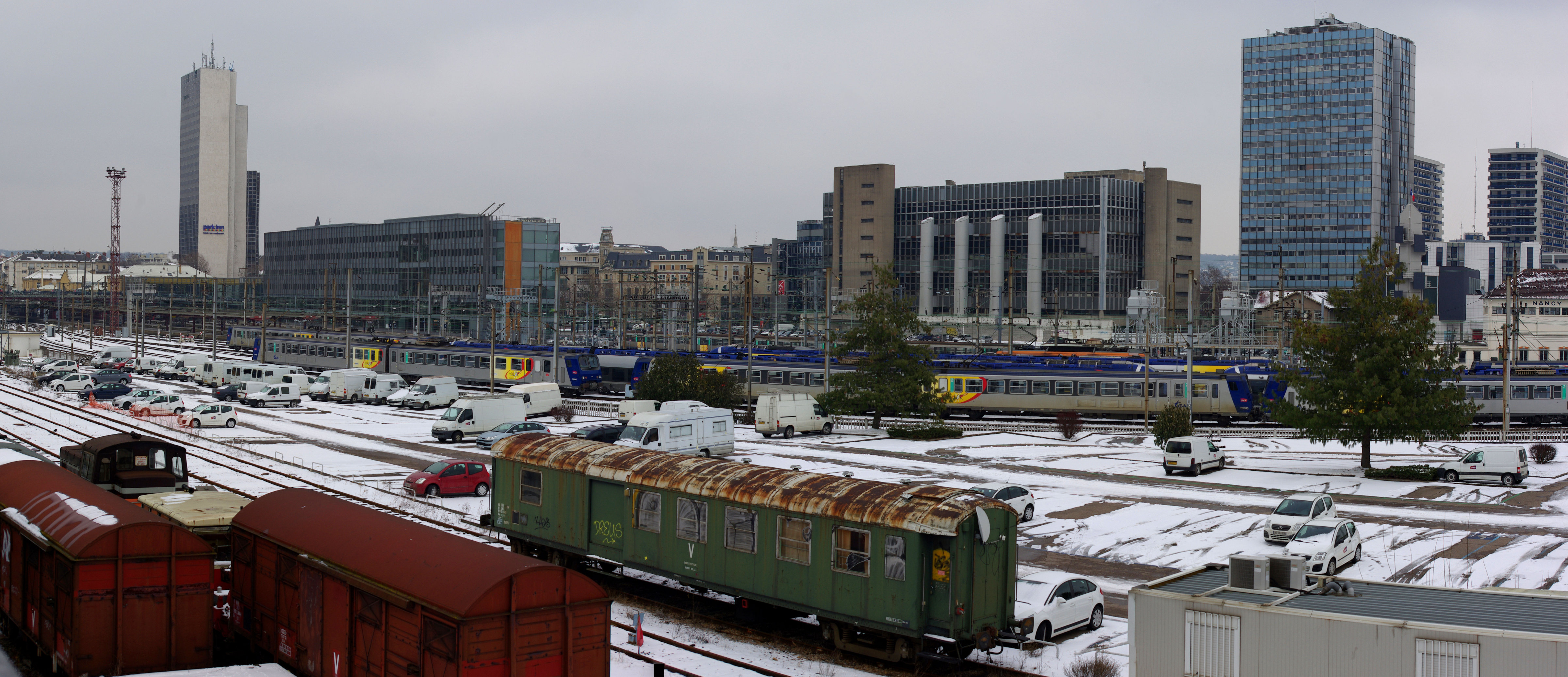
Nancy, centre gare, hiver 2010 - le centre de tri est au centre de l'image.

- L'académie de Nancy-Metz est créée, mettant fin au rattachement de la Moselle à l'Académie de Strasbourg[2].
- Mise en service du centre de tri du courrier de Nancy, situé boulevard Joffre à Nancy, qui a été construit par Claude Prouvé[3].
- Bernard Fiorentino et Maurice Gelin remportent le Rallye de Lorraine sur une Simca CG proto MC 2.2L.[4].
- Création de l'  Association du vieux Châtel à Châtel-sur-Moselle[5].
- Isabelle Krumacker, est élue Miss Lorraine, elle sera élue Miss France en 1973[1].
- Georges Pompidou, président de la République visite la Lorraine [1].
- Tournage à Villerupt du film Beau Masque de Bernard Paul[6]

- 15 janvier : une violente mutinerie à la prison Charles-III à Nancy fait découvrir au grand public la réalité de la prison (mauvaise hygiène, sévices et brimades)[7].
- Août : l'affaire du Talc Morhange débute après la mort inexpliquée de plusieurs nourrissons[8].
- 1er août : Cercueil devient Cerville[9],[10].
- Le vandopérien Pierre Gourrier se classe 10ème lors de l'épreuve d'haltérophilie des Jeux olympiques d'été de 1972 à Munich[11].
- Novembre : sortie de Beau Masque, film franco-italien réalisé par Bernard Paul, adaptation du roman éponyme de Roger Vailland, tourné en partie à Villerupt en Meurthe-et-Moselle.
- 16 décembre : le tronçon Metz-Nancy-Toul de l'autoroute A31 est inauguré[1].

## Inscriptions ou classements aux titre des monuments historiques

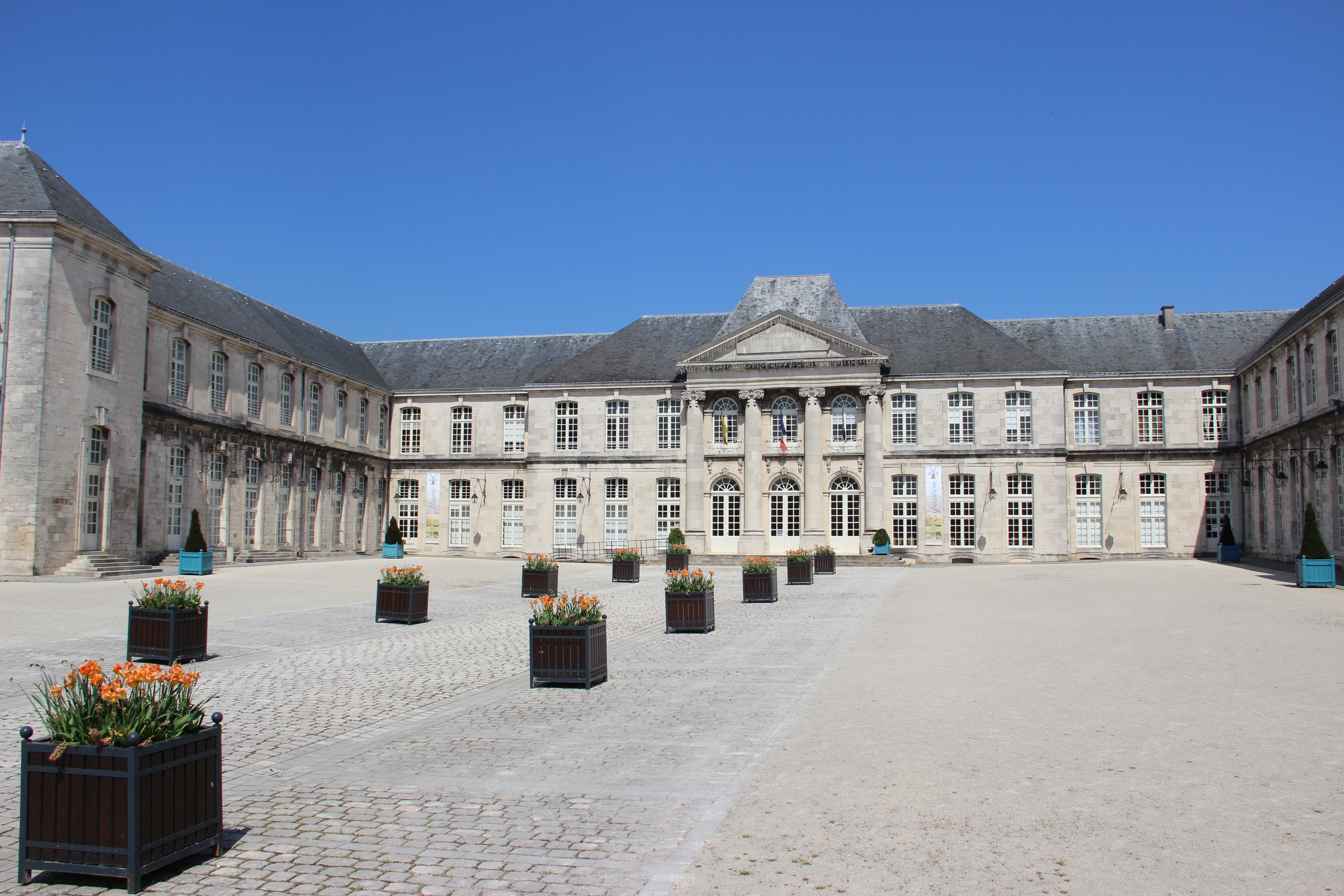
Château de commercy.

- En Meuse : Château de Commercy[12]; Château de Jean d'Heurs[13]; Château de la Varenne  à Haironville[14]; Immeuble Noguez à Verdun[15]
- En Moselle : Abbaye Saint-Clément de Metz[16]

## Naissances

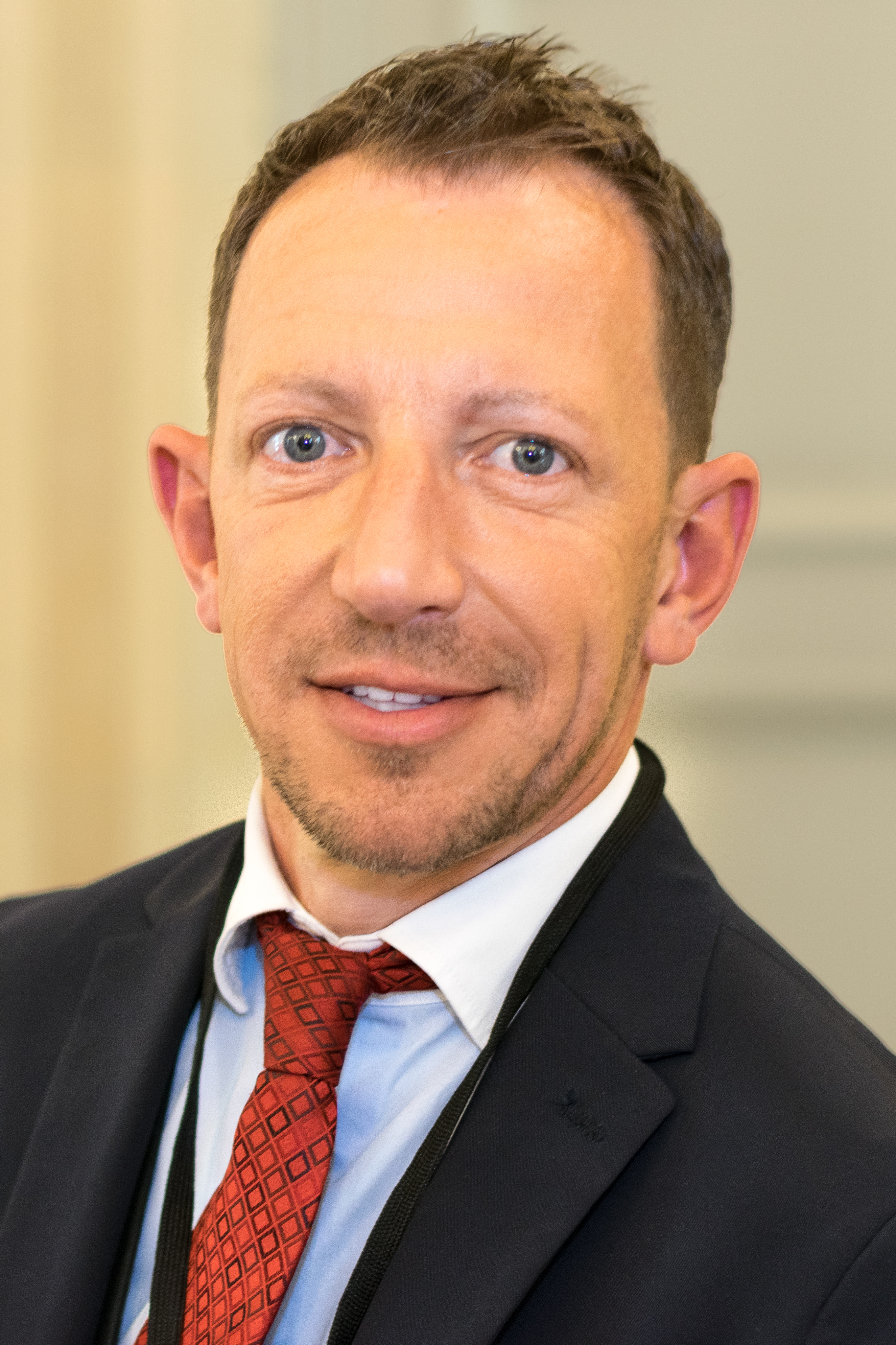
Xavier Paluszkiewicz

- 11 janvier à Nancy : Julien Copeaux, mort le 6 mai 2003 à Marvejols, compositeur de musique contemporaine français.
- 21 janvier à Bar-le-Duc : Magali Humbert-Faure, coureuse cycliste française, active de la fin des années 1980 au début des années 2000.
- 22 janvier à Nancy : Bruno Valentin, prélat catholique français. Il est évêque de diocèse de Carcassonne et Narbonne.
- 27 janvier à Metz : Vadim Korniloff, peintre et illustrateur français.
- 29 janvier à Saint-Dié-des-Vosges : David Antoine, athlète français.
- 3 février à Bar-le-Duc : Jean-Philippe Doux, journaliste français de radio et de télévision.
- 23 mars à Thionville : Régis Fender, écrivain voyageur français.
- 8 mai à Bar-le-Duc : Guillaume Barreau-Decherf, mort assassiné le 14 novembre 2015 à Paris 11e[17], journaliste musical français spécialisé dans le hard-rock. Fan du groupe Eagles of Death Metal, il meurt au Bataclan lors des attentats du 13 novembre 2015.
- 11 mai :
  - à Metz : Emmanuel Foissotte (ou Manu Foissotte), animateur de radio, télévision, producteur et entrepreneur français.
  - à Mont-Saint-Martin : Judith Jiguet haute fonctionnaire et dirigeante d'entreprise française.
- 15 mai à Nancy : Élisa Martin, femme politique française. Membre de La France insoumise (LFI), elle est élue députée le 19 juin 2022 dans la troisième circonscription de l'Isère.
- 2 juin à Nancy : Charlotte Caubel, magistrate et femme politique française.
- 3 juin à Dombasle-sur-Meurthe : Nordine Mouchi, boxeur français.
- 25 juillet à Lunéville : Éric Mie, de son vrai nom Éric Grandemange, auteur-compositeur-interprète et comédien français.
- 5 septembre à Verdun : Maurad, de son vrai nom Maurad Drif[18],[19], est un animateur radio et télévision français.
- 9 septembre à Vittel : Sébastien Serrière, cycliste handisport français[20],[21].
- 19 septembre à Saint-Avold : Hélène Zannier, personnalité politique française.
- 14 octobre à Bar-le-Duc : Johann Grégoire, skieur acrobatique français spécialisé dans les épreuves de bosses (classique et en parallèle). Il remporte en 1999 l'épreuve masculine de bosses en parallèle (ou en duel) des Championnats du monde de ski acrobatique.
- 20 octobre à Rambervillers : Yannick Baret, footballeur français. Il évolue au poste de milieu de terrain.
- 14 novembre à Nancy : Fabien Tissot, footballeur français. Il a évolué au poste d'attaquant du début des années 1990 au milieu des années 2000, puis il s'est reconverti en entraîneur dans le début des années 2000. Il entraîne le Stade athlétique spinalien de 2009 à 2014. En 2017, il entraîne le FC Bourgoin-Jallieu en Nationale 3.
- 6 décembre à Metz : Cyrille Pouget, footballeur international français qui évolue au poste d'attaquant durant les années 1990 et 2000.
- 13 décembre à Villerupt (Meurthe-et-Moselle) : Xavier Paluszkiewicz,homme politique français.
- 18 décembre à Villerupt : Rebecca Manzoni, journaliste, chroniqueuse musicale et productrice de radio.

## Décès
- 1er février à Nancy : Édouard Vigneron, né le 30 octobre 1896 à  Nancy, chef du service des étrangers de la police de Nancy, avec ses adjoints, responsable du sauvetage de Juifs à Nancy lors de la Rafle manquée de Nancy. Il est un des Justes parmi les nations.
- 23 février à Nicey-sur-Aire : René Rousselot, né le 5 décembre 1899 à Nicey-sur-Aire (Meuse), homme politique français.
- 11 mai à Metz : Félix Mayer, né le 29 octobre 1901, homme politique français.
- 10 juin ) Lunéville : Pierre Voirin, né le 25 février 1895 à Saint-Dié dans les Vosges[22], professeur de droit français, spécialisé dans le droit des biens et le droit des obligations. Son apport à la pensée juridique française consiste en une nouvelle approche et une nouvelle définition des critères de la théorie de l'imprévision en droit civil.
- 4 juillet à Nancy : André Grandpierre, né le 4 octobre 1894 à Pont-à-Mousson, ingénieur et industriel français.